# Blastodacna rossica
Blastodacna rossica ist ein Schmetterling (Nachtfalter) aus der Familie der Grasminiermotten (Elchistidae).

## Merkmale
Die Falter erreichen eine Flügelspannweite von 9 bis 13 Millimeter. Die Vorderflügel sind düster schwarz und weiß gezeichnet und kräftig schwarzbraun durchmischt. Ein undeutlicher orangebrauner Strich befindet sich in der Costalfalte. Der Flügelinnenrand ist schmutzig weiß und dunkel durchmischt.
Bei den Männchen hat der Gnathos zwei lange dünne Arme, die jeweils in einer kleinen stachligen Beule enden. Die Anellus-Lappen sind mäßig gebogen und laufen spitz zu. Am ventral gelegenen Rand befindet sich ein kleiner aber deutlich ausgebildeter Zahn. Der Aedeagus besitzt keinen ausgeprägten stumpfen Kiel. Die Vesica trägt 3 bis 4 Stachelgruppen, eine davon ist 3- bis 4-mal länger als die anderen. Die Genitalarmatur der Männchen ähnelt denen von Blastodacna atra und Blastodacna hellerella, von diesen kann B. rossica im Wesentlichen durch die nach unten gekrümmten Anellus-Lappen mit dem sehr spitz zulaufenden Apex unterschieden werden.
Die Genitalien der Weibchen unterscheiden sich von den ähnlichen Arten Blastodacna atra und Blastodacna hellerella durch die große, runde Genitalplatte, die 4 gekreuzt verlaufenden Leisten auf jeder Seite des Ostiums, der körnigen Sklerotisierung auf dem größten Teil der Oberfläche des Corpus bursae und des angrenzenden Ductus bursae und dem lanzettlich geformten Signum.

### Ähnliche Arten
B. rossica ähnelt Blastodacna atra und Blastodacna hellerella, unterscheidet sich von diesen beiden Arten aber durch den schwarzbraunen Thorax und den dunkleren Innenrand der Vorderflügel.

## Verbreitung
Blastodacna rossica ist auf der Krim, im westlichen Teil des Transkaukasus und in Zentralasien beheimatet.

## Biologie
Die Raupen entwickeln sich an Apfelbäumen (Malus) und vermutlich auch an Birne (Pyrus communis). Sie bohren sich von der zweiten Sommerhälfte bis zum Herbst einen etwa 40 Millimeter langen Gang in die jungen Zweige. Den Befall kann man anhand des braunen Raupenkotes feststellen, welcher um das Bohrloch herum auf dem Zweig zu finden ist. Die voll entwickelten Raupen überwintern und verpuppen sich im kommenden Frühjahr. Die Art bildet eine Generation pro Jahr, die Falter fliegen in Europa von Ende Mai bis August und in Zentralasien von April bis Mai.